# Isoclasita
La isoclasita és un mineral de la classe dels fosfats. Rep el seu nom del terme grec que indica "fractura igual", en al·lusió a la seva exfoliació.

## Característiques
La isoclasita és un fosfat de fórmula química Ca₂(PO₄)(OH)·2H₂O. Cristal·litza en el sistema monoclínic. La seva duresa a l'escala de Mohs és 1, sent un mineral molt tou.
Segons la classificació de Nickel-Strunz, la isoclasita pertany a «08.DN - Fosfats, etc, només amb cations de mida gran» juntament amb els següents minerals: natrofosfat, lermontovita, urphoïta i vyacheslavita.

## Formació i jaciments
Va ser descoberta a Jáchymov, a la serralada Krušné Hory, a la regió de Karlovy Vary (Bohèmia, República Txeca). També ha estat descrita en altres dos indrets: a la mina Palhal, a la localitat portuguesa de Branca, al districte d'Aveiro; i a Flying Fish Cove, a l'Illa Christmas, Austràlia.